# Macara alydda
Macara alydda är en fjärilsart som beskrevs av Druce 1887. Macara alydda ingår i släktet Macara och familjen Megalopygidae. Inga underarter finns listade i Catalogue of Life.